# 阿米蒂 (阿肯色州)
阿米蒂（Amity）是美国阿肯色州克拉克县的一座城市，該地建立於十九世紀中期。
根据2000年美国人口普查，該地人口為762人，其中白人占96.85%。